# Flaga obwodu briańskiego
Flaga obwodu briańskiego zatwierdzona 5 listopada 1998 jest koloru bordowego, a w jej centrum znajduje się herb obwodu briańskiego.
Kolor bordowy flagi upamiętnia armię i partyzantów walczących podczas wielkiej wojny ojczyźnianej (1941-1945) o oswobodzenie tego obszaru.
Proporcje (szerokość do długości) - 2:3.